# Джон Бартлетт (тенісист)
Джон Бартлетт (англ. John Bartlett; нар. 17 березня 1948) — колишній австралійський тенісист.
Найвищу одиночну позицію світового рейтингу — 93 місце досяг 15 жовтня 1973, парну — 38 місце — 12 Aug 1996 року.
Здобув 1 парний титул.
Найвищим досягненням на турнірах Великого шолома був чвертьфінал в парному розряді.

## Фінали за кар'єру

### Парний розряд (1 перемога)
| Результат | W/L | Дата     | Турнір       | Покриття | Партнер    | Суперники            | Рахунок       |
| --------- | --- | -------- | ------------ | -------- | ---------- | -------------------- | ------------- |
| Перемога  | 1–0 | Бер 1977 | Каїр, Єгипет | Ґрунт    | Джон Маркс | Пет Дюпре Кріс Льюїс | 7–5, 6–1, 6–3 |

## Титули на юніорських турнірах Великого шлему

### Парний розряд: 1
| Результат | Рік  | Турнір                                 | Покриття | Партнер     | Суперники            | Рахунок  |
| --------- | ---- | -------------------------------------- | -------- | ----------- | -------------------- | -------- |
| Перемога  | 1967 | Відкритий чемпіонат Австралії з тенісу | Трава    | Свен Ґінман | Дейв Райт Ян Флетчер | 6–3, 6–5 |